# Pistolet HK USP
Heckler & Koch USP (Universale Selbstladepistole) — pistolet samopowtarzalny, produkowany od 1993 r. przez niemiecką firmę Heckler & Koch.

## Historia
W 1991 roku na zlecenie jednostek specjalnych US Navy (US Navy SEAL) w niemieckiej firmie Heckler & Koch skonstruowano pistolet Pistolet HK MK23. Już na etapie projektowania przewidywano, że po rozpoczęciu produkcji broni noszącej fabryczne oznaczenia US Pistol (USP) opracowana zostanie zbliżona konstrukcja przeznaczona na rynek cywilny.
W 1993 roku rozpoczęto produkcję cywilnej wersji USP. Nazwa pistoletu wzięła się od skrótowca USP czyli Universale Selbstladepistole. Pistolet produkowany jest w wersjach różniących się zastosowanym nabojem i rodzajem mechanizmu spustowego. W 1996 roku jedna z wersji USP stała się przepisową bronią krótką Bundeswehr jako P8 zastępując pistolet P1. W tym samym roku rozpoczęto produkcję kompaktowej wersji USP Compact. Od 2000 roku USP Compact znajduje się na uzbrojeniu niemieckiej policji jako P10. Poza RFN jest używany przez policje, jednostki wojskowe (w Polsce gł. Jednostkę Wojskową Komandosów, JW Grom te jednostki wojskowe mają także model USP SD przystosowany do tłumika) i paramilitarne, wśród nich znajduje się warszawska straż miejska.

## Wersje

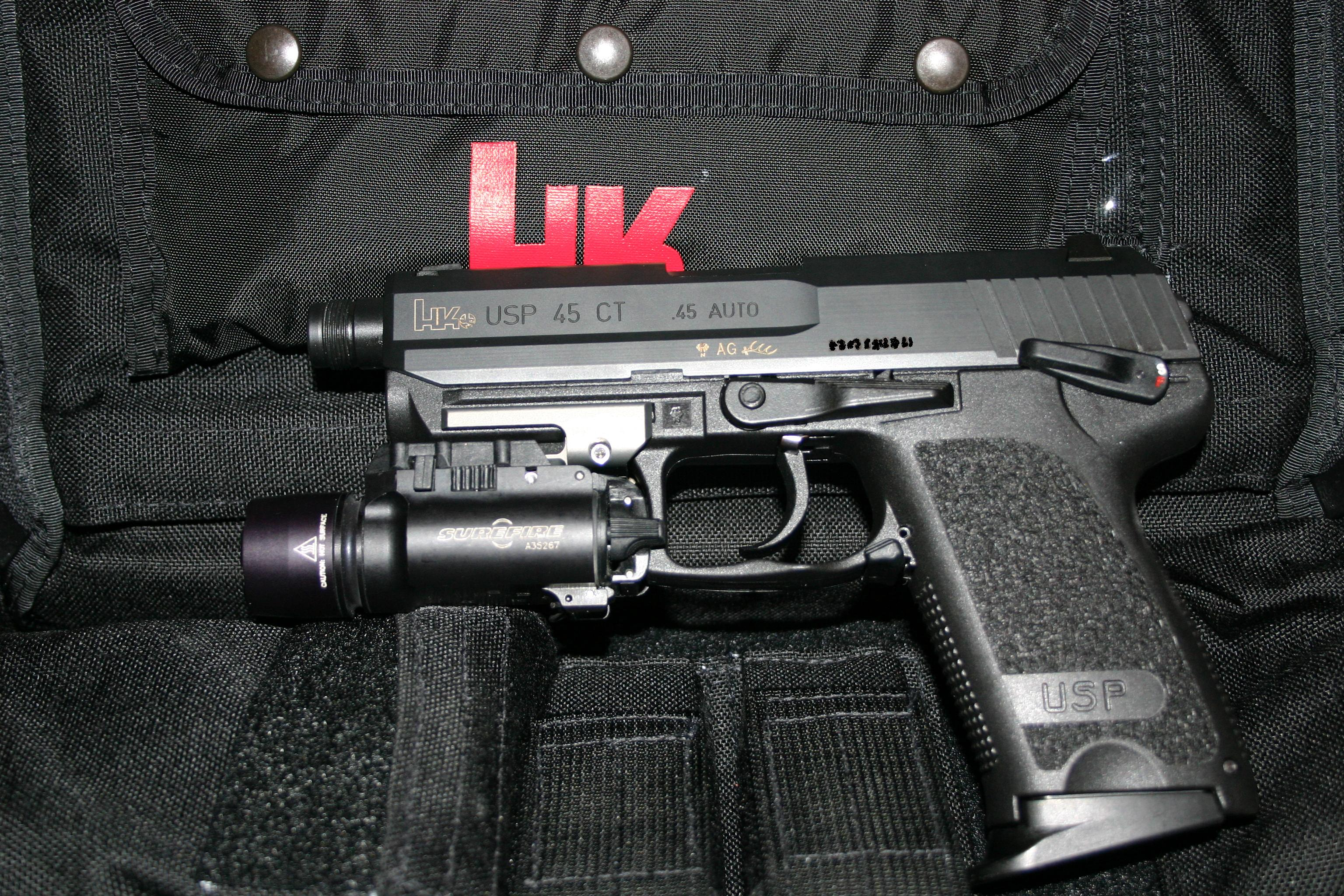
USP Compact Tactical z latarką taktyczną

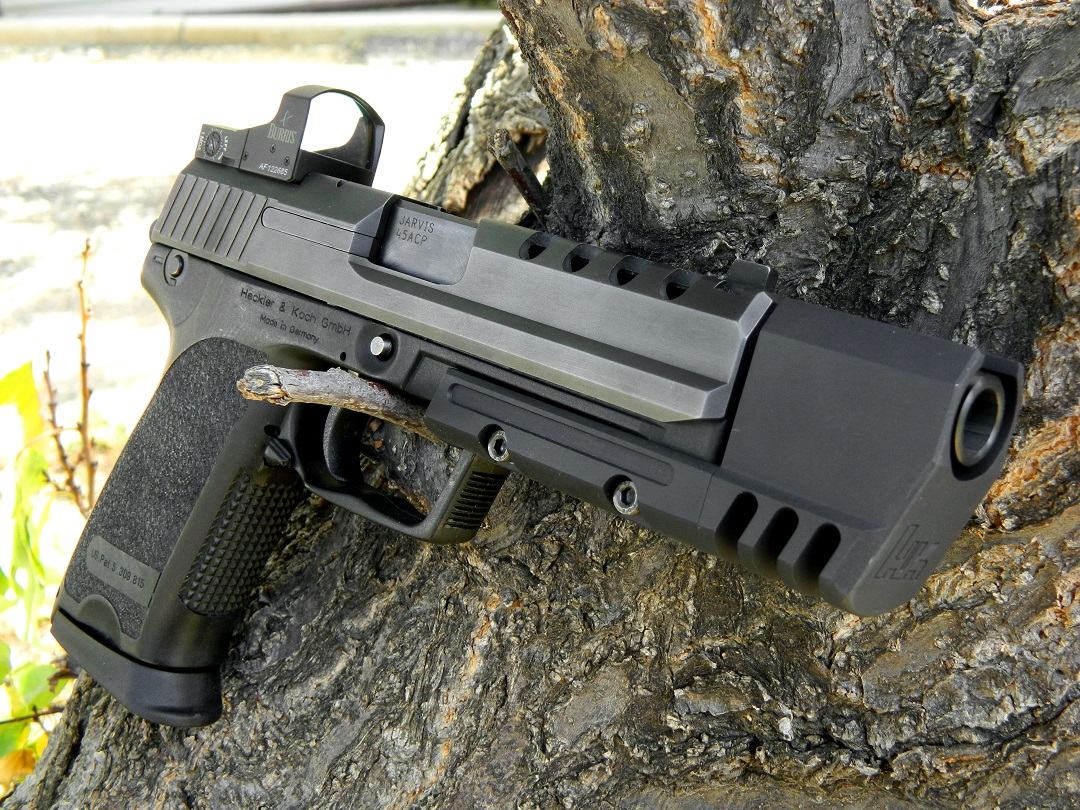
USP Match z celownikiem kolimatorowym

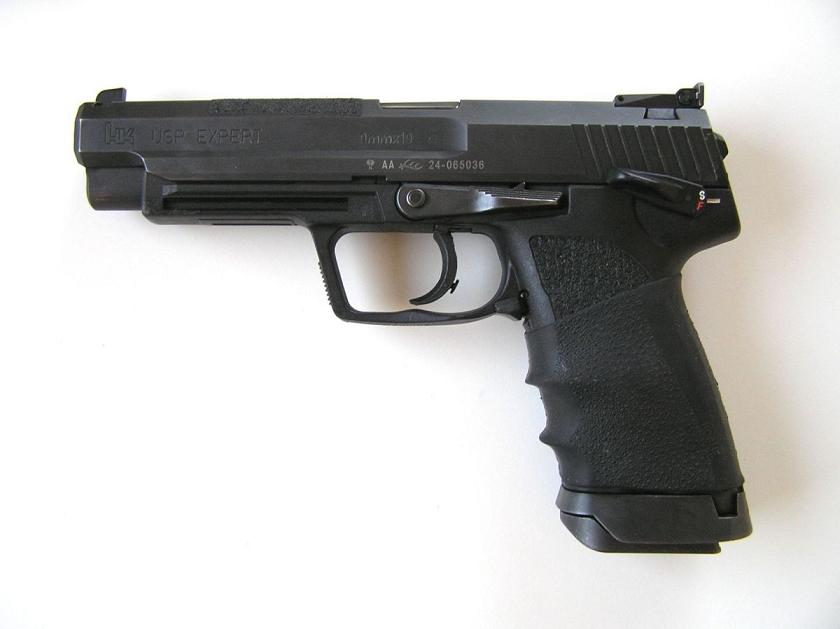
USP Expert

### USP
Oznaczenie USP nosi wersja standardowa wersja pełnowymiarowa. Jest ona produkowana w wersjach kalibru 9 mm Parabellum, .40 S&W i .45 ACP. Wszystkie wersje kalibrowe mogą mieć zamek ze stali nierdzewnej lub stali węglowej z czarnym pokryciem ochronnym. Pistolet HK USP jest produkowany w 9 wersjach różniących się zastosowanym mechanizmem spustowym:
- Model 1 – mechanizm spustowy SA/DA, po lewej stronie szkieletu znajduje się dźwignia bezpiecznika/zwalniacza kurka.
- Model 2 – mechanizm spustowy SA/DA, po prawej stronie szkieletu znajduje się dźwignia bezpiecznika/zwalniacza kurka.
- Model 3 – mechanizm spustowy SA/DA, po lewej stronie szkieletu znajduje się dźwignia zwalniacza kurka.
- Model 4 – mechanizm spustowy SA/DA, po prawej stronie szkieletu znajduje się dźwignia zwalniacza kurka.
- Model 5 – mechanizm spustowy DAO, po lewej stronie broni znajduje się dźwignia bezpiecznika.
- Model 6 – mechanizm spustowy DAO, po prawej stronie broni znajduje się dźwignia bezpiecznika.
- Model 7 – mechanizm spustowy DAO, brak zewnętrznych bezpieczników.
- Model 9 – mechanizm spustowy SA/DA, po lewej stronie szkieletu znajduje się dźwignia bezpiecznika.
- Model 10 – mechanizm spustowy SA/DA, po prawej stronie szkieletu znajduje się dźwignia bezpiecznika.

Odmiana HK USP kalibru 9 mm Parabellum wyposażona w mechanizm spustowy Model 1 jest przepisową bronią krótką Bundeswehry jako P8.

### USP SD
Wersja przystosowana do montażu tłumika dźwięku.

### USP Custom Sport
Wersja sportowa na bazie USP.

### USP Tactical
Wersja wojskowa z wydłużoną lufą, przystosowana do montażu tłumika  dźwięku. Wprowadzona na uzbrojenie niemieckich wojsk specjalnych jako P12.

### USP Compact
Wersja kompaktowa opracowana w 1996 roku, wyposażona w krótszą lufę.

### USP Compact Tactical
Wersja kompaktowa kalibru 45 ACP, przystosowana do montażu tłumika dźwięku.

### USP Match
Produkowana od 1997 roku wersja sportowa wyposażona w wydłużoną lufę, ciężarek wyważający i regulowany celownik.

### USP Expert
Wersja zbliżona do standardowej, ale wyposażona w regulowany celownik oraz dłuższą lufę. Zaprezentowana w 1998 roku.

### USP Elite
Wersja z lufą i celownikiem jak w USP Match, ale bez ciężarka wyważającego.

## Opis
HK USP jest bronią samopowtarzalną. Zasada działania oparta na krótkim odrzucie lufy.
Mechanizm spustowy z kurkowym mechanizmem uderzeniowym. Pistolet może być wyposażony w bezpiecznik nastawny i zwalniacz kurka.
USP jest zasilany z wymiennego, dwurzędowego magazynka pudełkowego o pojemności zależnej od rodzaju naboju. Zatrzask magazynka po obu stronach chwytu pistoletowego. Po wystrzeleniu ostatniego naboju z magazynka zamek zatrzymuje się w tylnym położeniu.
Lufa poligonalna, o skoku gwintu 250 mm (9 mm Parabellum), 380 mm (.40 S&W) lub 406 mm (.45 ACP).
Przyrządy celownicze stałe (muszka i szczerbinka). Pistolet wykonany jest z tworzywa sztucznego (szkielet) i stali.

## Zabezpieczenia
Pistolety USP są bardzo bezpieczne. Mają zabezpieczenia które zapobiegają przypadkowemu oddaniu strzału. Pierwszym zabezpieczeniem jest bezpiecznik skrzydełkowy na chwycie, który włączony (górna pozycja) blokuje spust i kurek. Za pomocą bezpiecznika, można bezpiecznie nosić pistolet napięty i przeładowany w Single-Action tak jak Colt 1911.
Bezpiecznik ma jeszcze funkcje odprężenia kurka (dolna pozycja) gdy jest napięty. Napięty kurek zostaje bezpiecznie odprężony wpadając do blokady kurka (Half-Cock-Position). Blokadę kurka, która uniemożliwia jego styczność z iglicą, można także włączyć krótko napinając odprężony kurek do kliknięcia.
Poza tym, iglica jest automatycznie zablokowana i zostaje tylko odblokowana przy całkowitym naciśnięciu spustu (firing pin block).

## Dane taktyczno-techniczne
| Dane taktyczno-techniczne wersji bojowych | Dane taktyczno-techniczne wersji bojowych | Dane taktyczno-techniczne wersji bojowych | Dane taktyczno-techniczne wersji bojowych | Dane taktyczno-techniczne wersji bojowych | Dane taktyczno-techniczne wersji bojowych | Dane taktyczno-techniczne wersji bojowych | Dane taktyczno-techniczne wersji bojowych |
| Wersja                                    | USP9                                      | USP9 Compact                              | USP40                                     | USP40 Compact                             | USP45                                     | USP45 Compact                             | Mk 23                                     |
| ----------------------------------------- | ----------------------------------------- | ----------------------------------------- | ----------------------------------------- | ----------------------------------------- | ----------------------------------------- | ----------------------------------------- | ----------------------------------------- |
| Nabój                                     | 9 mm Parabellum                           | 9 mm Parabellum                           | .40 S&W                                   | .40 S&W                                   | .45 ACP                                   | .45 ACP                                   | .45 ACP                                   |
| Masa własna (kg)                          | 0,72                                      | 0,645                                     | 0,78                                      | 0,695                                     | 0,783                                     | 0,708                                     | 1,1                                       |
| Długość (mm)                              | 194                                       | 173                                       | 194                                       | 173                                       | 200                                       | 180                                       | 245                                       |
| Wysokość (mm)                             | 136                                       | 127                                       | 136                                       | 127                                       | 141                                       | 129                                       | 150                                       |
| Szerokość (mm)                            | 32                                        | 32                                        | 32                                        | 32                                        | 32                                        | 32                                        | 39                                        |
| Długość lufy (mm)                         | 108                                       | 91                                        | 108                                       | 91                                        | 112                                       | 96                                        | 149                                       |
| Długość linii celowniczej (mm)            | ??                                        | ??                                        | ??                                        | ??                                        | ??                                        | ??                                        | 197                                       |
| Pojemność magazynka                       | 15                                        | 13                                        | 13                                        | 10                                        | 12                                        | 8                                         | 12                                        |

| Dane taktyczno-techniczne wersji sportowych | Dane taktyczno-techniczne wersji sportowych | Dane taktyczno-techniczne wersji sportowych | Dane taktyczno-techniczne wersji sportowych | Dane taktyczno-techniczne wersji sportowych | Dane taktyczno-techniczne wersji sportowych |
| Wersja                                      | USP Match                                   | USP Match                                   | USP Match                                   | USP Elite                                   | USP Elite                                   |
| ------------------------------------------- | ------------------------------------------- | ------------------------------------------- | ------------------------------------------- | ------------------------------------------- | ------------------------------------------- |
| Nabój                                       | 9 mm Parabellum                             | .40 S&W                                     | .45 ACP                                     | 9 mm Parabellum                             | .45 ACP                                     |
| Masa własna (kg)                            | 1,12                                        | 1,18                                        | 1,18                                        | 0,92                                        | 0,86                                        |
| Długość (mm)                                | 240                                         | 240                                         | 240                                         | 220                                         | 220                                         |
| Wysokość (mm)                               | 145                                         | 145                                         | 150                                         | 149                                         | 149                                         |
| Szerokość (mm)                              | ??                                          | ??                                          | ??                                          | 39,5                                        | 39,5                                        |
| Długość lufy (mm)                           | 153                                         | 153                                         | 153                                         | 153                                         | 153                                         |
| Długość linii celowniczej (mm)              | 167                                         | 167                                         | 171                                         | 212                                         | 212                                         |
| Pojemność magazynka                         | 15                                          | 13                                          | 12                                          | 18                                          | 12                                          |